# Municipio de Wilson (Ohio)
El municipio de Wilson (en inglés: Wilson Township) es un municipio ubicado en el condado de Clinton en el estado estadounidense de Ohio. En el año 2010 tenía una población de 505 habitantes y una densidad poblacional de 7,88 personas por km².

## Geografía
El municipio de Wilson se encuentra ubicado en las coordenadas 39°31′40″N 83°41′37″O / 39.52778, -83.69361. Según la Oficina del Censo de los Estados Unidos, el municipio tiene una superficie total de 64.1 km², de la cual 63,95 km² corresponden a tierra firme y (0,23 %) 0,15 km² es agua.

## Demografía
Según el censo de 2010, había 505 personas residiendo en el municipio de Wilson. La densidad de población era de 7,88 hab./km². De los 505 habitantes, el municipio de Wilson estaba compuesto por el 97,82 % blancos, el 1,19 % eran afroamericanos, el 0,59 % eran asiáticos y el 0,4 % eran de una mezcla de razas. Del total de la población el 0,2 % eran hispanos o latinos de cualquier raza.